# Шамилов, Сейфулла Али оглы
Сейфулла Али оглы Шамилов (азер. Seyfulla Şamilov; 10 октября 1902, с. Татлы, Газахский уезд, Елизаветпольской губернии, Российская империя — 25 декабря 1974, Баку, Азербайджанская ССР) — азербайджанский советский писатель

, литературный критик, публицист, переводчик, журналист, редактор, философ, общественный деятель, председатель Союза писателей Азербайджана (1936—1938).

## Биография
Окончил Газахскую учительскую семинарию.
В 1921-1925 годах обучался в партийной школе в Баку. Член ВКП (б). В 1931–1933 годах работал доцентом кафедры философии Азербайджанского государственного педагогического института, позже, заместителем главного редактора газеты «Коммунист», главным редактором газеты «Молодой рабочий», председателем оргкомитета Союза пролетарских писателей Азербайджана (1932). В 1936—1937 годах работал ответственным редактором газеты «Гяндж ишчи» («Молодой работник»), в 1936-1938 годах — председатель правления Союза писателей Азербайджана, был главным редактором журнала "Революция и культура", газеты "Адабийят" (1936-1937), главным редактором (1955-1962) Детского издательства.
В апреле 1937 года был репрессирован, арестован после критики на съезде Союза писателей Азербайджана по обвинению в буржуазном национализме,  участии в контрреволюционной националистической организации. Виновным себя не признал. В феврале 1939 года осуждён к 5 годам в ИТЛ. Освобождён в  декабре 1945 года. 
В мае 1949 г. вновь арестован и осуждён, как социально опасный элемент к ссылке в отдаленные районы СССР (Красноярский край). В июне 1955 года решение суда было отменено и он был реабилитирован.

## Избранные публикации
- "Leninin pedaqoji üsulları" (1925)
- "Dördüncü il" (1929)
- "Laçın" (1932)
- "Seçilmiş əsərləri (1974)
- "Nigarın məcarası" (1977)

## Награды
- Орден «Знак Почёта»
- почётная медаль «Алачский рабочий» Министерства культуры АзССР.